# Algar do Carvão

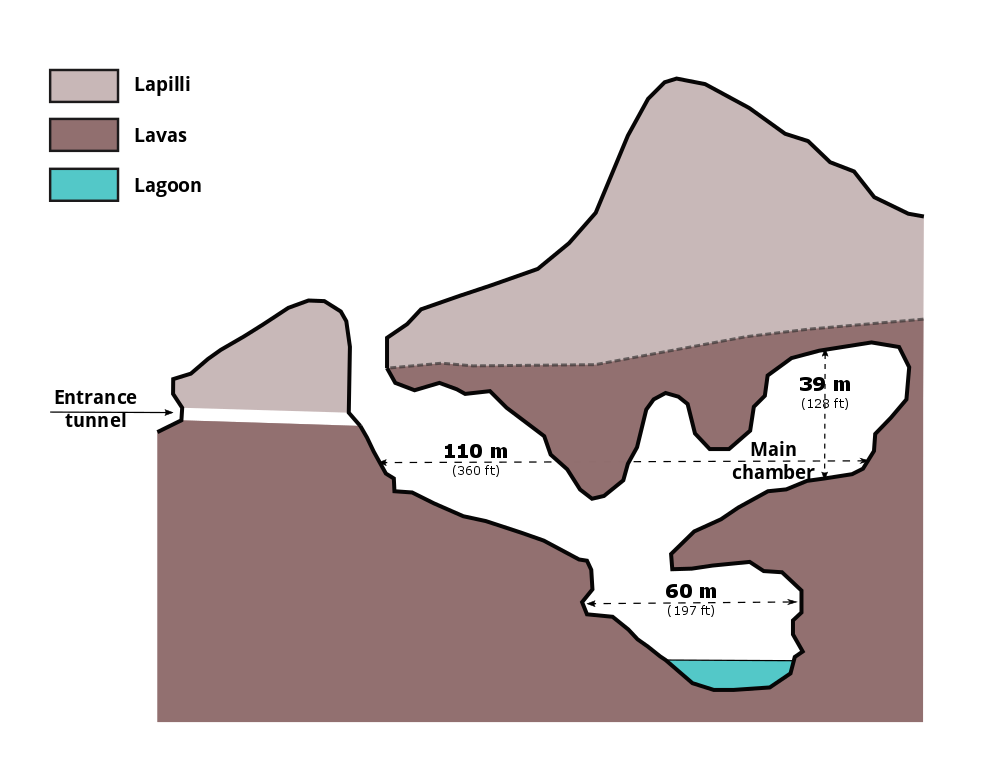
Profil der Höhle

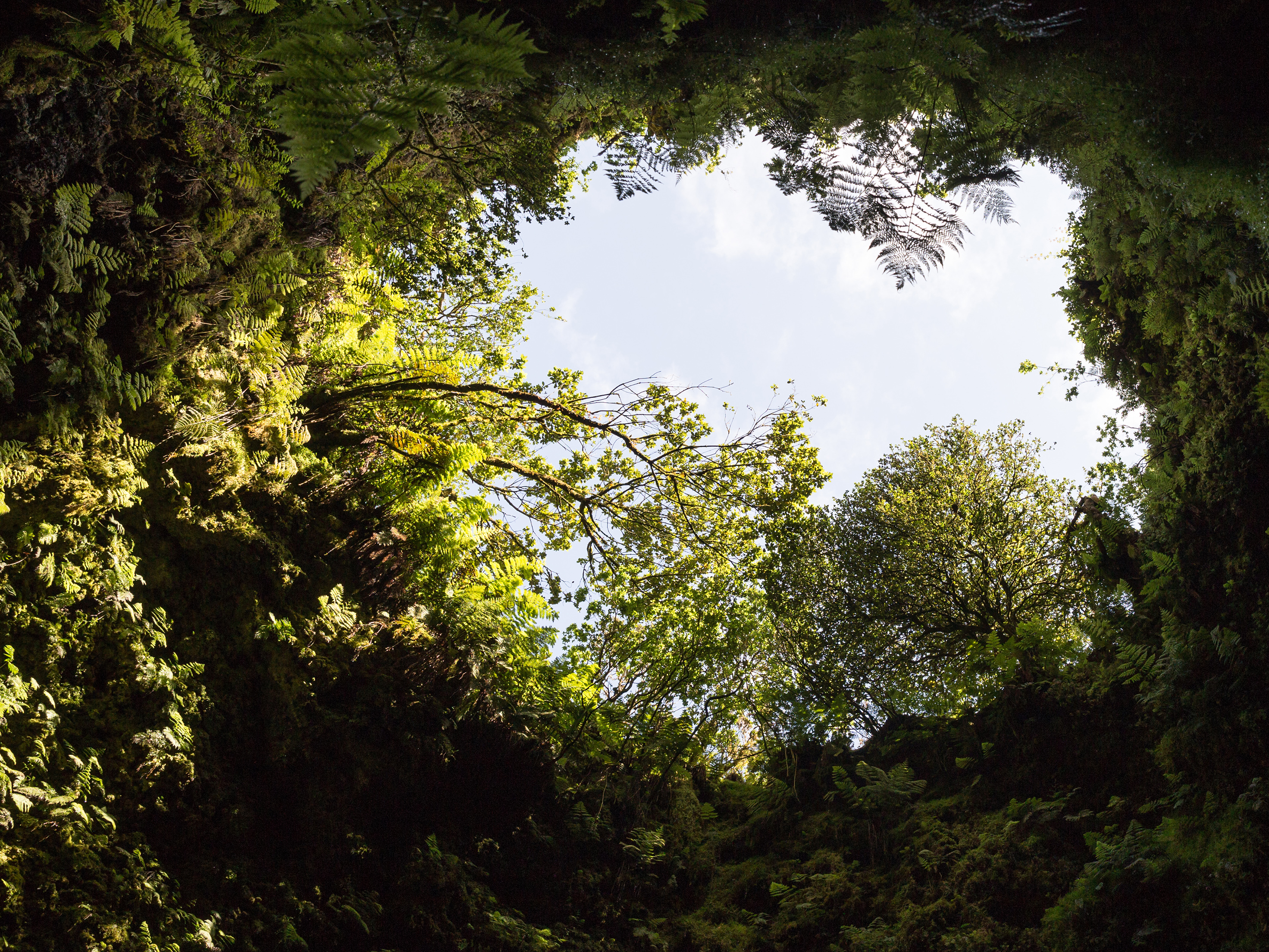
Höhlenmündung

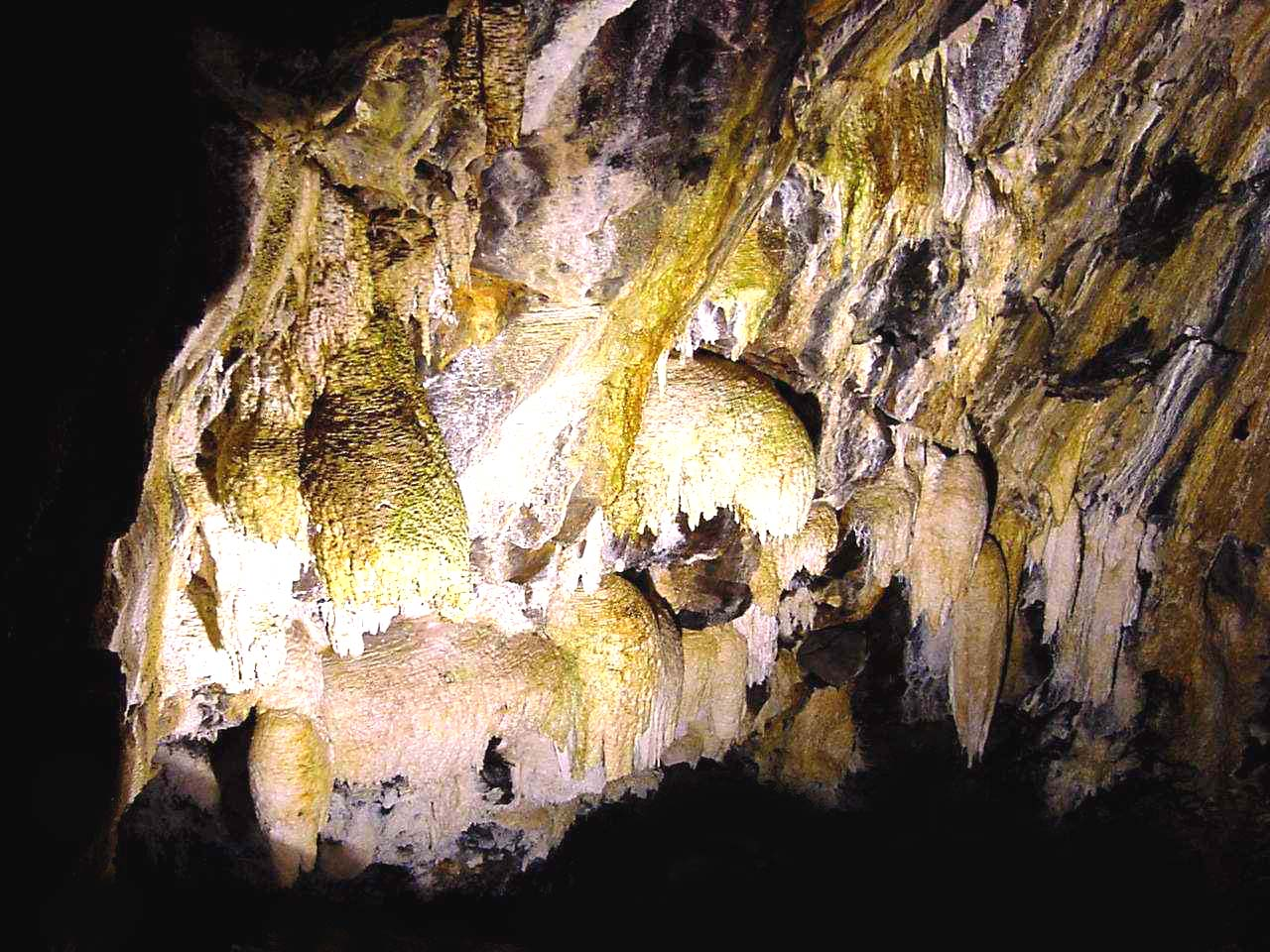
Stalaktiten in der Höhle

Der Algar do Carvão (Kohlenschlot) ist ein Vulkanschlot im zentralen Teil der Insel Terceira im portugiesischen Archipel der Azoren. Er liegt in der Freguesia Porto Judeu im Concelho Angra do Heroísmo.

## Etymologie
Das Wort algar verzeichnet in der portugiesischen Sprache einen natürlichen Hohlraum in der Erde, der sich eher vertikal ausdehnt wie ein Brunnen. Das Wort stammt vom arabischen al-Ghar ab. Carvão bedeutet „Kohle“, hier wegen des geschwärzten Gesteines im übertragenen Sinn verwendet.

## Entdeckungsgeschichte
Die Existenz der Höhle war schon lange bekannt gewesen. Eine Befahrung war aber wegen des senkrechten Abstieges zu schwierig.
Am 26. Januar 1893 wurde die Höhle von Cândido Corvelo und Luis Sequeira erstmals mit Hilfe eines einfachen Seiles befahren. Eine zweite Befahrung erfolgte 1934 durch Didier Couto, der eine erste Grobkartierung der Höhle durchführte. Diese allein auf Beobachtungen anstelle Messungen basierende Skizze erwies sich als ziemlich genau. Am 18. August 1963 organisierte eine Gruppe von Höhlenfreunden eine bessere Zugangsmöglichkeit über einen „Stuhl“ an einem Nylonseil, später über ein Gurtzeug. Die nun verfügbaren leistungsfähigeren tragbaren Leuchten ermöglichten eine erneute Erkundung einschließlich der entferntesten und engsten Stellen der Höhle.
Die Höhle wurde Ende des 20. Jahrhunderts für die Öffentlichkeit im Rahmen organisierter Besichtigungen während des Sommers zugänglich gemacht. Der Zugang war über die Organisation Montanheiros möglich, die für die Angelegenheiten um die Höhle verantwortlich ist. Mittlerweile ist die Höhle touristisch gut erschlossen. Der Zugang erfolgt von einem Empfangsgebäude an der Erdoberfläche über ein parallel zum Schlot angelegtes Treppenhaus und ein Treppenrampe entlang der Schutthalde, die Höhle selbst ist mit Treppen und Beleuchtung ausgebaut.

## Geografie
Auf Terceira befinden sich vier große Vulkane: Pico Alto, Santa Bárbara, Guilherme Moniz und Cinco Picos. Diese sitzen auf einer basaltischen Bruchzone, die die Insel von Nordwesten nach Südosten durchzieht. Der Algar do Carvão ist in diesem Komplex mit der Caldera des Guilherme Moniz verbunden. Der Algar do Carvão liegt 583 Meter über dem Meeresspiegel.
Ein Bereich von 40,5 ha um den Höhlenzugang ist wegen seiner besonderen vulkanischen Erscheinungsformen und seinem Ökosystem als Regionales Nationaldenkmal (portugiesisch Monumento Natural Regional) unter Schutz gestellt.
Der ursprüngliche Zugang zur Höhle besteht in einem 45 Meter tiefen vertikalen Schlot, der an der Basis in eine Schutthalde übergeht. Ein weiterer Abstieg führt zu einem Höhlensee in etwa 90 Metern Tiefe. Dieser durch Regenwasser gespeiste See kann bis 15 Meter Tiefe erreichen oder in trockenen Sommern trockenfallen.
Die Höhle ist wegen besonderer mineralogischer Eigenschaften der Silikat-Stalaktiten bedeutsam.

## Ökosystem
Der Algar besitzt in dem vom Tageslicht erreichten Schlot einen reichen Pflanzenbewuchs, darunter zahlreiche endemische Arten. Es kommen mehrere Moose vor, darunter sind nach dem Red Data Book of European Bryophytes vom Aussterben bedrohte Arten wie Alophosia azorica und Calypogeia azorica.
Die Höhle beherbergt mehrere höhlenbewohnende Wirbellose, darunter die Höhlenspinne Turinyphia cavernicola, der Hundertfüßer Lithobius obscurus azorae, der Springschwanz Pseudosinella ashmoleorum und der Käfer Trechus terceiranus.